# Italiaanse emigratie naar de Verenigde Staten
De Italiaanse emigratie naar de Verenigde Staten is een verschijnsel van voornamelijk de negentiende en twintigste eeuw.

## Italiaanse emigratie naar de VS tot 1945

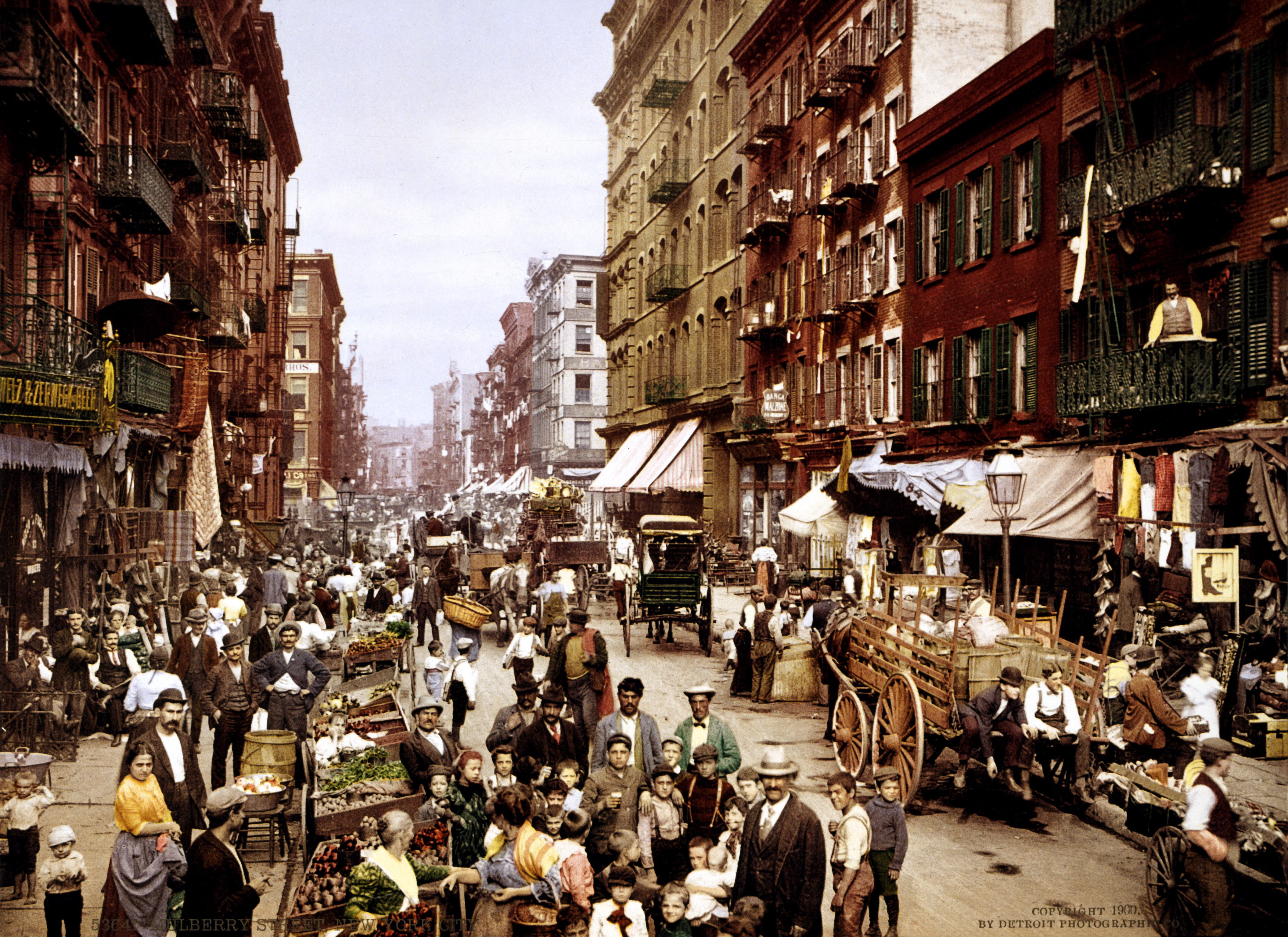
Mulberry Street, Little Italy, New York, begin twintigste eeuw

De eerste Italiaan die emigreerde naar wat nu de Verenigde Staten is, was de Venetiaanse zeeman Pietro Cesare Alberti, die zich op 2 juni 1635 in Nieuw Amsterdam (het huidige New York) vestigde. Sindsdien waagden miljoenen Italianen in zijn voetsporen een oversteek over de Atlantische Oceaan. Tot aan 1880 was de Italiaanse emigratie naar de VS relatief beperkt en bestond het merendeel van de emigranten uit Noord-Italianen. In de meeste gevallen gaven deze migranten weinig om hun Italiaanse wortels en verdwenen zij in de Amerikaanse smeltkroes. Na 1880 kwam de Italiaanse emigratie naar dit land echt op gang. Tot 1900 waren het overwegend Noord-Italianen die hun weg vonden naar de Verenigde Staten. Na de eeuwwisseling werd de emigratie nog veel massaler en waren het vooral de Zuid-Italianen afkomstig van het platteland die domineerden. In de periode van 1900 tot 1914 bereikte de Italiaanse emigratie naar Noord-Amerika haar hoogtepunt. Met het uitbreken van de Eerste Wereldoorlog kwam aan deze grote stroom een einde, en in 1924 werd zij nog verder aan banden gelegd door de Johnson-Reed Act, die voor elk land een immigratiequotum oplegde. Hierdoor viel de emigratie van Italianen naar de VS in de jaren twintig van de twintigste eeuw terug naar 455.000, en vervolgens naar 68.000 in de jaren dertig. Het aantal Italiaanse immigranten was in verhouding tot andere nationaliteiten die ook hun weg naar dit land vonden relatief groot. Zo immigreerden er tussen 1820 en 1920 in totaal ruim 4,1 miljoen Italianen. Alleen immigranten uit Ierland (4,4 miljoen) en Duitsland (5.5 miljoen) overtroffen dit aantal.
De emigratie na 1880 werd ingegeven door economische motieven. De kans op een goed bestaan in Italië was voor een groot deel van de bevolking klein, en ze hoopten in de VS op meer en beter betaald werk. Ongeveer twee derde van de Italianen die naar de VS trokken, was man. Een aanzienlijk deel hiervan was van plan om zodra zij een beetje kapitaal hadden opgebouwd terug te keren naar hun vaderland om zich bij hun achtergebleven vrouw en kinderen te voegen. Uiteindelijk keerde zo’n 20 tot 30 procent van de Italianen permanent terug, en daarmee hadden de Italianen het hoogste terugkeerpercentage van alle Amerikaanse immigranten.
Eenmaal aangekomen vestigden de meeste Italianen zich vooral in grote noordoostelijke steden als New York, Philadelphia, Chicago, Baltimore en Detroit. Daar werkten ze in eerste instantie in de industriële sector, waar zij ongeschoolde en lichamelijke arbeid verrichtten. Veel Italianen werkten daarnaast als groenteboer, kruidenier of in een Italiaans restaurant. In de jaren twintig steeg de welvaart van de Italiaanse gemeenschap in de VS. Het was tevens in de periode van de Drooglegging dat Italiaans-Amerikaanse criminelen als Al Capone en Lucky Luciano fortuin maakten en door grote publieke belangstelling een reputatie kregen aangemeten van haast mythologische proporties.
Tijdens de Grote Depressie (1929-1939) keerde het tij en werd de Italiaanse gemeenschap net als menig ander getroffen door grote werkloosheid. Met de komst van de Tweede Wereldoorlog ging het echter weer bergopwaarts met de welvaart van de Italiaanse Amerikanen: velen gingen het leger in of vonden werk in de oorlogsindustrie.

## Italiaanse emigratie naar de VS na 1945
Na de Tweede Wereldoorlog was het met de grote Italiaanse trek naar het buitenland gedaan en daalde het absolute aantal immigranten tussen 1946-1960 ten opzichte van het begin van de eeuw. Hierdoor en doordat Italianen na de oorlog veel liever West-Europa als eindbestemming kozen, nam de stroom Italiaanse migranten die de overtocht naar de VS waagden na 1945 aanzienlijk af. Dat Italianen Europa veel vaker verkozen boven de VS kwam doordat na de twee wereldoorlogen Europa niet meer werd geteisterd door conflicten en de Europese Gemeenschap de emigratie tussen de lidstaten begon te stimuleren. Deze zaken hadden de uitwerking dat dat  emigratie op het Europese continent gemakkelijker was en leek dan emigratie buiten het continent, waardoor de VS hun status verloren van 'toevluchtsoord'. Toch bleven de VS voor overzeese emigratie alsnog een belangrijk gastland. Het was zelfs na Argentinië de op een na populairste bestemming in de Nieuwe Wereld.
Naast het feit dat er minder Italianen naar de VS emigreerden veranderde ook de samenstelling van de groep emigranten. Terwijl de eerdere generatie die massaal naar de VS vertrok veelal ongeschoolde mannelijke arbeiders waren die gingen werken in de industriesector, emigreerden er nu meer vrouwen en een hoop hooggeschoolde mannen, zogenoemde ingegneri. Deze verandering was het resultaat van een nieuwe emigratiepolitiek en diverse emigratieakkoorden die Italië met andere landen sloot.
Toch is het een vooroordeel aan te nemen dat dit enkel immigranten uit de upperclass waren die niet economisch gedwongen waren  zoals de eerste, vaak analfabete immigranten om naar de VS te vertrekken. Die arme immigranten waren er nog wel degelijk, maar doordat er tussen de jaren 50 en 60 sprake was van een economische bloeiperiode, ook wel bekend als het Italiaanse economische wonder werd Noord-Italië in plaats van de VS voor velen de plek om zich te vestigen. De groei van de industrialisatie in dit gebied was zo groot, dat dit zeker een filter werd en een stuk minder Italianen de stap waagden naar de VS te emigreren. Daarnaast won Duitsland het ook aan populariteit als gastland door zijn sterk groeiende economie.
Gedurende de jaren 60 zet deze afname van emigratie voort. 
De emigratie naar Amerika werd nauwelijks meer ondernomen. Voor Argentinië betekende dit echt het einde van het komen van Italiaanse immigranten, in de VS en Canada zou het blijven bij een zeer geringe stroom immigranten tot in de jaren 70 en 80 door. Nog maar enkele tientallen Italianen per jaar emigreerden naar de VS. Emigreren naar de VS werd bovendien vrijwel altijd een permanente emigratie. Dit kon niet worden gezegd van de eerdere generatie Italiaanse immigranten in de VS, waarvan ruim een vijfde deel terugkeerde naar zijn thuisland.
Evenmin was de emigratie in Europa, met name naar de industriële gebieden, een permanente beslissing. De meeste immigranten en migranten verbleven 1 tot 3 jaar en keerden daarna terug naar hun oorspronkelijke streek. Maar de immigranten uit deze groep waren vaak jonger dan de immigranten die naar de VS verhuisden. Het karakteristieke aan emigratie van jongere mensen is ook dat zij meer, in de zin van het proberen, de emigratie zien als een tijdelijke oplossing.
De emigratie naar de VS ging echter nog veel meer omlaag gedurende de jaren 70 en 80, toen emigratie in haar geheel aan het verdwijnen was. Ondanks de werkloosheid die er in die periode vooral onder jongeren heerste, hadden de Italianen een hoger inkomen dankzij de enorme economische bloei die het land eerder meemaakte en kwam emigreren uit armoede minder voor.
In jaren 90 was er vrijwel niets meer te bespeuren van de trek naar de VS, van emigratie in haar geheel ook vrij weinig. Italië was in zichzelf gekeerd in crisis na verschillende omkoopschandalen met name in het rijke noorden, de politieke partij Italia dei Valori schakelt de operatie Mani Pulite (Schone Handen) in om het hele land grondig aan de kaak te stellen over de corruptie. Hierdoor valt uiteindelijk de Republiek en ontstaat er een hervormde Tweede Republiek. Met het opzetten van de nieuwe Republiek, leek er een definitief een einde te komen aan het emigrerende karakter waar de Italiaan ooit zo bekend om stond.

## Films over Italiaanse emigranten in de VS
- 1972 The Godfather van Francis Ford Coppola
- 1974 The Godfather Part II van dezelfde regisseur
- 1979 The Wanderers van Philip Kaufman
- 1987 China Girl van Abel Ferrara: een Italiaanse emigrant verloofd zich met een Chinees meisje.
- 1989 Do the Right Thing van Spike Lee met de regisseur zelf, Danny Aiello en John Turturro in de hoofdrol. Over een conflict tussen Italiaans-Amerikanen en Afro-Amerikanen in New York.
- 1990 The Godfather Part III wederom van Ford Coppola
- 1990 Goodfellas van Martin Scorsese
- 2006 Nuovomondo van Emanuele Crialese, een verhaal over de Italiaanse emigratie naar de VS in de twintigste eeuw verteld aan de hand de belevenissen van de Siciliaanse familie Mancuso.